# Temporada 1992-93 de los New York Knicks
La temporada 1992-93 fue la cuadragésimo séptima de los New York Knicks en la NBA. La temporada regular acabó con 60 victorias y 22 derrotas, ocupando el primer puesto de la conferencia, clasificándose para los playoffs, donde cayeron en las finales de conferencia ante los Chicago Bulls.

## Elecciones en el Draft
| Ronda | Puesto | Jugador      | Posición | Nacionalidad   | Universidad    |
| ----- | ------ | ------------ | -------- | -------------- | -------------- |
| 1     | 20     | Hubert Davis | Escolta  | Estados Unidos | North Carolina |

## Temporada regular
| División Atlántico | División Atlántico | División Atlántico | División Atlántico | División Atlántico | División Atlántico | División Atlántico | División Atlántico | División Atlántico |
| Equipo             | G                  | P                  | %                  | PD                 | Casa               | Fuera              | Div                |                    |
| ------------------ | ------------------ | ------------------ | ------------------ | ------------------ | ------------------ | ------------------ | ------------------ | ------------------ |
| y-New York Knicks  | 60                 | 22                 | .732               | —                  | 37–4               | 23–18              | 23–5               |                    |
| x-Boston Celtics   | 48                 | 34                 | .585               | 12                 | 28–13              | 20–21              | 19–9               |                    |
| x-New Jersey Nets  | 43                 | 39                 | .524               | 17                 | 26–15              | 17–24              | 14–14              |                    |
| Orlando Magic      | 41                 | 41                 | .500               | 19                 | 27–14              | 14–27              | 15–13              |                    |
| Miami Heat         | 36                 | 46                 | .439               | 24                 | 26–15              | 10–31              | 9–19               |                    |
| Philadelphia 76ers | 26                 | 56                 | .317               | 34                 | 15–26              | 11–30              | 11–17              |                    |
| Washington Bullets | 22                 | 60                 | .268               | 38                 | 15–26              | 7–34               | 7–21               |                    |

## Playoffs

### Primera ronda
New York Knicks  vs. Indiana Pacers
| Fecha       | Partido                                 | Ciudad     |
| ----------- | --------------------------------------- | ---------- |
| 30 de abril | New York Knicks 107, Indiana Pacers 104 | Nueva York |
| 2 de mayo   | New York Knicks 101, Indiana Pacers 91  | Nueva York |
| 4 de mayo   | Indiana Pacers 116, New York Knicks 93  | Indiana    |
| 6 de mayo   | Indiana Pacers 100, New York Knicks 109 | Indiana    |
|             | New York Knicks gana las series 3-1     |            |

### Semifinales de Conferencia
New York Knicks vs. Charlotte Hornets
| Fecha      | Partido                                    | Ciudad     |
| ---------- | ------------------------------------------ | ---------- |
| 9 de mayo  | New York Knicks 111, Charlotte Hornets 95  | Nueva York |
| 12 de mayo | New York Knicks 105, Charlotte Hornets 101 | Nueva York |
| 14 de mayo | Charlotte Hornets 110, New York Knicks 106 | Charlotte  |
| 16 de mayo | Charlotte Hornets 92, New York Knicks 94   | Charlotte  |
| 18 de mayo | New York Knicks 105, Charlotte Hornets 101 | Nueva York |
|            | New York Knicks gana las series 4-1        |            |

### Finales de Conferencia
New York Knicks vs. Chicago Bulls
| Fecha      | Partido                               | Ciudad     |
| ---------- | ------------------------------------- | ---------- |
| 23 de mayo | New York Knicks 98, Chicago Bulls 90  | Nueva York |
| 25 de mayo | New York Knicks 96, Chicago Bulls 91  | Nueva York |
| 29 de mayo | Chicago Bulls 103, New York Knicks 83 | Chicago    |
| 31 de mayo | Chicago Bulls 105, New York Knicks 95 | Chicago    |
| 2 de junio | New York Knicks 94, Chicago Bulls 97  | Nueva York |
| 4 de junio | Chicago Bulls 96, New York Knicks 88  | Chicago    |
|            | Chicago Bulls gana las series 4-2     |            |

## Estadísticas

### Temporada regular
| Rk | Jugador          | Edad | P  | PT | MP   | TC  | TCI  | %TC  | T3  | T3I | %T3  | TL  | TLI | %TL  | RO  | RD  | RT   | AS  | RB  | TAP | BP  | FP  | PTS  |
| -- | ---------------- | ---- | -- | -- | ---- | --- | ---- | ---- | --- | --- | ---- | --- | --- | ---- | --- | --- | ---- | --- | --- | --- | --- | --- | ---- |
| 1  | Patrick Ewing    | 30   | 81 | 81 | 37.1 | 9.6 | 19.1 | .503 | 0.0 | 0.1 | .143 | 4.9 | 6.9 | .719 | 2.4 | 9.7 | 12.1 | 1.9 | 0.9 | 2.0 | 3.3 | 3.5 | 24.2 |
| 2  | John Starks      | 27   | 80 | 51 | 31.0 | 6.4 | 15.0 | .428 | 1.4 | 4.2 | .321 | 3.3 | 4.1 | .795 | 0.7 | 1.9 | 2.6  | 5.1 | 1.1 | 0.2 | 2.2 | 2.9 | 17.5 |
| 3  | Anthony Mason    | 26   | 81 | 0  | 30.6 | 3.9 | 7.8  | .502 | 0.0 | 0.0 |      | 2.5 | 3.6 | .682 | 2.9 | 5.0 | 7.9  | 2.1 | 0.5 | 0.2 | 1.7 | 3.0 | 10.3 |
| 4  | Charles Oakley   | 29   | 82 | 82 | 27.2 | 2.7 | 5.3  | .508 | 0.0 | 0.0 | .000 | 1.5 | 2.1 | .722 | 3.5 | 5.1 | 8.6  | 1.5 | 1.0 | 0.2 | 1.5 | 3.5 | 6.9  |
| 5  | Charles Smith    | 27   | 81 | 68 | 26.8 | 4.4 | 9.4  | .469 | 0.0 | 0.0 | .000 | 3.5 | 4.5 | .782 | 2.1 | 3.2 | 5.3  | 1.8 | 0.6 | 1.2 | 1.9 | 3.1 | 12.4 |
| 6  | Doc Rivers       | 31   | 77 | 45 | 24.5 | 2.8 | 6.4  | .437 | 0.5 | 1.6 | .317 | 1.7 | 2.1 | .821 | 0.3 | 2.2 | 2.5  | 5.3 | 1.6 | 0.1 | 1.5 | 2.8 | 7.8  |
| 7  | Greg Anthony     | 25   | 70 | 35 | 24.3 | 2.5 | 6.0  | .415 | 0.1 | 0.4 | .133 | 1.5 | 2.3 | .673 | 0.6 | 1.8 | 2.4  | 5.7 | 1.6 | 0.2 | 1.5 | 2.0 | 6.6  |
| 8  | Rolando Blackman | 33   | 60 | 33 | 23.9 | 4.0 | 9.0  | .443 | 0.5 | 1.2 | .425 | 1.2 | 1.5 | .789 | 0.4 | 1.3 | 1.7  | 2.6 | 0.4 | 0.2 | 1.1 | 2.2 | 9.7  |
| 9  | Tony Campbell    | 30   | 58 | 13 | 18.3 | 3.3 | 6.8  | .490 | 0.0 | 0.1 | .400 | 1.0 | 1.5 | .678 | 1.0 | 1.7 | 2.7  | 1.1 | 0.6 | 0.1 | 0.9 | 2.6 | 7.7  |
| 10 | Hubert Davis     | 22   | 50 | 2  | 16.3 | 2.2 | 5.0  | .438 | 0.1 | 0.4 | .316 | 0.9 | 1.1 | .796 | 0.3 | 0.9 | 1.1  | 1.7 | 0.4 | 0.1 | 0.9 | 1.4 | 5.4  |
| 11 | Herb Williams    | 34   | 55 | 0  | 10.4 | 1.3 | 3.2  | .411 | 0.0 | 0.0 |      | 0.3 | 0.4 | .667 | 0.8 | 1.9 | 2.7  | 0.3 | 0.4 | 0.5 | 0.4 | 1.4 | 2.9  |
| 12 | Bo Kimble        | 26   | 9  | 0  | 6.1  | 1.6 | 3.7  | .424 | 0.2 | 0.9 | .250 | 0.3 | 0.9 | .375 | 0.3 | 0.9 | 1.2  | 0.6 | 0.1 | 0.0 | 0.7 | 1.1 | 3.7  |
| 13 | Eric Anderson    | 22   | 16 | 0  | 2.8  | 0.3 | 1.1  | .278 | 0.0 | 0.0 |      | 0.7 | 0.8 | .846 | 0.4 | 0.5 | 0.9  | 0.2 | 0.2 | 0.1 | 0.3 | 0.9 | 1.3  |

### Playoffs
| Rk | Jugador          | Edad | P  | PT | MP   | TC   | TCI  | %TC  | T3  | T3I | %T3   | TL  | TLI | %TL   | RO  | RD  | RT   | AS  | RB  | TAP | BP  | FP  | PTS  |
| -- | ---------------- | ---- | -- | -- | ---- | ---- | ---- | ---- | --- | --- | ----- | --- | --- | ----- | --- | --- | ---- | --- | --- | --- | --- | --- | ---- |
| 1  | Patrick Ewing    | 30   | 15 | 15 | 40.3 | 11.0 | 21.5 | .512 | 0.1 | 0.1 | 1.000 | 3.4 | 5.3 | .638  | 2.9 | 8.1 | 10.9 | 2.4 | 1.1 | 2.1 | 2.6 | 4.0 | 25.5 |
| 2  | John Starks      | 27   | 15 | 15 | 38.3 | 5.9  | 13.3 | .440 | 1.9 | 5.0 | .373  | 2.9 | 4.0 | .717  | 0.3 | 3.2 | 3.5  | 6.4 | 1.0 | 0.2 | 3.7 | 3.8 | 16.5 |
| 3  | Anthony Mason    | 26   | 15 | 0  | 34.0 | 4.8  | 8.1  | .590 | 0.0 | 0.0 |       | 2.9 | 4.5 | .632  | 3.7 | 3.6 | 7.3  | 2.7 | 0.7 | 0.4 | 1.5 | 3.3 | 12.5 |
| 4  | Charles Oakley   | 29   | 15 | 15 | 33.8 | 4.2  | 8.7  | .481 | 0.0 | 0.0 |       | 2.7 | 3.7 | .727  | 4.7 | 6.3 | 11.0 | 1.1 | 1.1 | 0.1 | 2.4 | 3.4 | 11.1 |
| 5  | Doc Rivers       | 31   | 15 | 15 | 30.5 | 3.2  | 7.1  | .453 | 0.7 | 2.1 | .355  | 3.1 | 4.0 | .767  | 0.4 | 2.2 | 2.6  | 5.7 | 1.9 | 0.1 | 2.0 | 2.9 | 10.2 |
| 6  | Charles Smith    | 27   | 15 | 15 | 25.9 | 4.3  | 9.2  | .471 | 0.0 | 0.0 |       | 2.5 | 3.3 | .740  | 1.8 | 2.2 | 4.0  | 1.3 | 0.6 | 0.9 | 1.9 | 3.5 | 11.1 |
| 7  | Tony Campbell    | 30   | 2  | 0  | 16.5 | 2.0  | 5.0  | .400 | 0.0 | 0.5 | .000  | 3.0 | 4.0 | .750  | 1.0 | 1.0 | 2.0  | 1.0 | 0.5 | 0.0 | 1.5 | 3.5 | 7.0  |
| 8  | Greg Anthony     | 25   | 15 | 0  | 16.0 | 1.6  | 4.0  | .400 | 0.2 | 0.9 | .214  | 0.5 | 0.9 | .571  | 0.3 | 1.7 | 2.0  | 3.5 | 0.9 | 0.1 | 0.7 | 1.7 | 3.9  |
| 9  | Rolando Blackman | 33   | 15 | 0  | 14.3 | 1.5  | 4.3  | .344 | 0.3 | 1.0 | .267  | 1.0 | 1.2 | .833  | 0.3 | 0.9 | 1.1  | 1.1 | 0.2 | 0.1 | 1.4 | 1.5 | 4.2  |
| 10 | Hubert Davis     | 22   | 7  | 0  | 13.7 | 2.0  | 3.6  | .560 | 0.1 | 0.3 | .500  | 0.3 | 0.4 | .667  | 0.1 | 0.7 | 0.9  | 0.7 | 0.9 | 0.0 | 1.3 | 1.1 | 4.4  |
| 11 | Herb Williams    | 34   | 7  | 0  | 9.9  | 0.7  | 2.0  | .357 | 0.0 | 0.0 |       | 0.6 | 0.6 | 1.000 | 0.7 | 1.3 | 2.0  | 0.3 | 0.1 | 0.6 | 0.3 | 1.9 | 2.0  |
| 12 | Eric Anderson    | 22   | 2  | 0  | 3.0  | 0.5  | 1.0  | .500 | 0.0 | 0.0 |       | 0.0 | 0.0 |       | 0.0 | 0.5 | 0.5  | 0.0 | 0.0 | 0.0 | 0.5 | 1.0 | 1.0  |

## Galardones y récords
| Jugador/Entrenador | Galardón                               |
| Pat Riley          | Entrenador del Año de la NBA           |
| Patrick Ewing      | 2.º Mejor quinteto de la NBA All-Star  |
| John Starks        | 2.º Mejor quinteto defensivo de la NBA |